# Deception Island

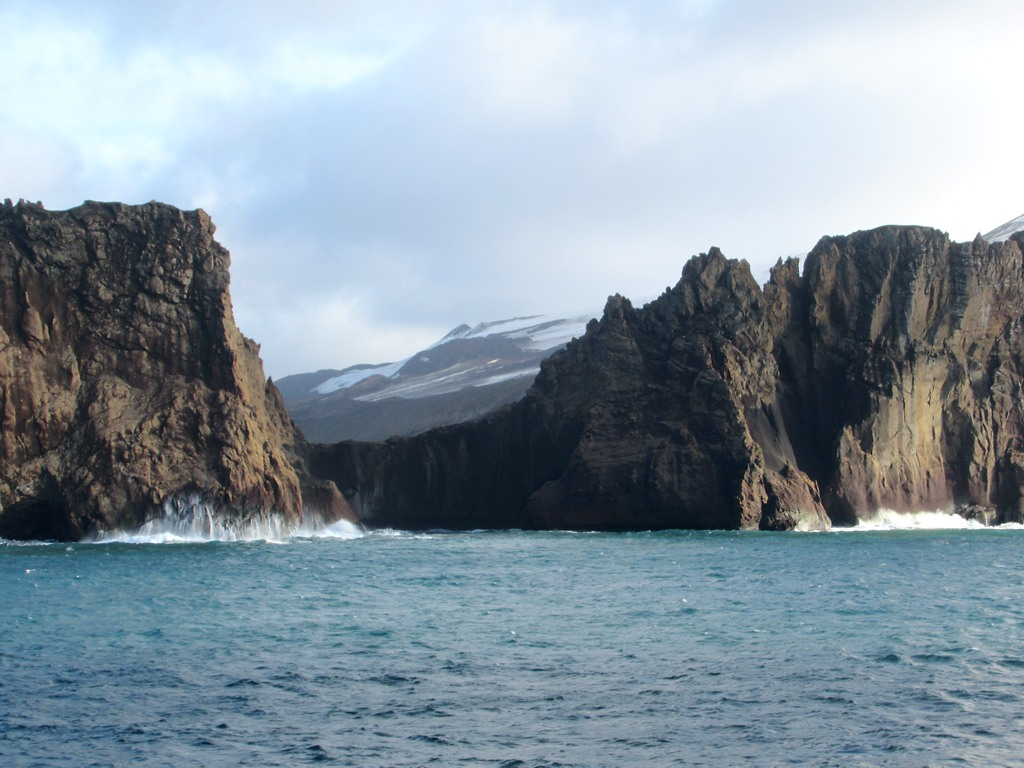
Neptunes Bellows (2022)

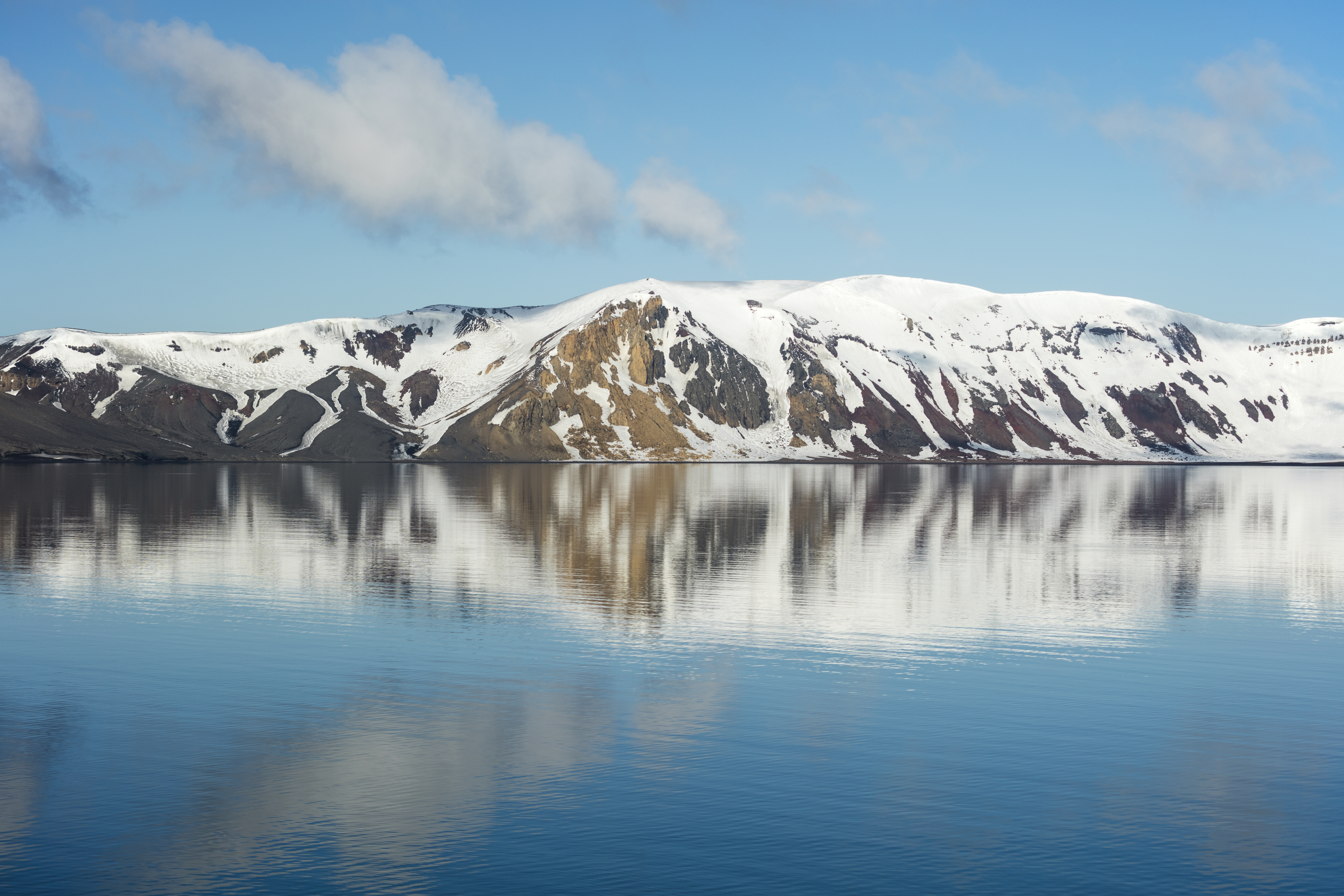
Telefon Bay (2016)

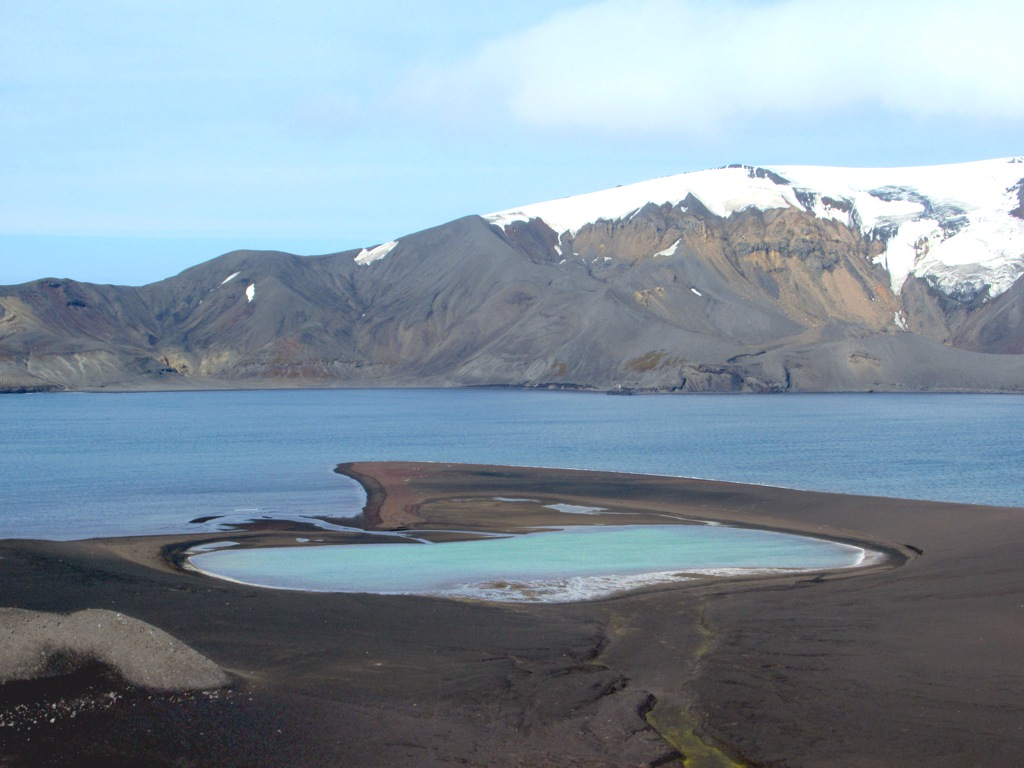
Korner Lake (2022)

Deception Island (hiszp. Isla Deceptión (tłum. „Wyspa Zwodnicza”) – wyspa wulkaniczna w archipelagu Szetlandów Południowych na Oceanie Południowym w Antarktyce.
Wyspa leży na południe od Wyspy Livingstona i na północny wschód od Półwyspu Antarktycznego. Ma kształt przerwanego pierścienia – jest kalderą czynnego wulkanu wypełnioną wodą. Wąskie wejście na południowym wschodzie – Neptunes Bellows – prowadzi do jej wnętrza, które tworzy naturalny port – Port Foster. Brzegi Port Foster usiane są maarami, a największym z nich jest Whalers Bay przy wejściu do kaldery. Ostatnia erupcja wulkanu miała miejsce w 1970 roku. Na wyspie znajduje się jedyna w Antarktyce laguna geotermalna – Kroner Lake. W 2002 roku Port Foster oraz Kroner Lake wraz z innymi obszarami wyspy zostały desygnowane jako szczególnie chronione obszary Antarktyki (ang. Antarctic Specially Protected Area, ASPA) – ASPA 145: Port Foster, Deception Island, South Shetland Islands i ASPA 140: Parts of Deception Island, South Shetland Islands.
Ponad 57% powierzchni wyspy zajmuje pokrywa lodowa. Panuje tu klimat polarny, średnia roczna temperatura powietrza wynosi –3 °C. Szata roślinna wyspy jest uboga, lecz unikalna – odnotowano tu występowanie niespotykanych nigdzie indziej w Antarktyce 18 gatunków mchów i porostów, z czego dwa to endemity. Na wyspie występuje największe w Antarktyce stanowisko kolobanta antarktycznego. Na przylądku Baily Head na wschodzie wyspy żyje jedna z największych kolonii pingwinów maskowych na świecie, a obszar ten jest ostoją ptaków IBA. Ostoją ptaków IBA jest również obszar Vapour Col w południowo-zachodniej części wyspy, zamieszkany przez duże kolonie ptaków morskich, przede wszystkim pingwina maskowego.
Wyspa została po raz pierwszy dostrzeżona w styczniu 1820 roku przez Williama Smitha (1775–1847) i Edwarda Bransfielda (ok. 1785–1852), lecz za jej odkrywcę – przynajmniej jej naturalnego portu w kalderze – uznaje się Nathaniela Palmera (1799–1877). Całe Południowe Szetlandy szybko stały się celem wypraw amerykańskich i brytyjskich łowców fok. Polowania nie podlegały żadnej regulacji i w ciągu paru lat wybito prawie wszystkie foki, co zmusiło łowców do wycofania się z regionu. Na początku XX w. Whalers Bay była prężnym ośrodkiem wielorybnictwa. W latach 1912–1931 funkcjonowała tu stacja wielorybnicza, która została opuszczona po załamaniu się cen tranu na rynku światowym. Do dziś zachowały się pozostałości stacji, m.in. zabudowania, elementy sprzętu i maszyn, największy w Antarktyce cmentarz. W 1995 roku Whalers Bay z pozostałościami stacji został wpisany na listę historycznych miejsc i pomników w Antarktyce (ang. Historic Sites and Monuments in Antarctica)) jako HSM 71: Whalers Bay, Deception Island, South Shetland Islands.
W latach 40. i 50. XX wieku wyspa była obiektem roszczeń terytorialnych Wielkiej Brytanii, Chile i Argentyny, które założyły tu swoje bazy – Wielka Brytania w 1944 roku (Bazę B), Argentyna w 1948 roku (Decepción) i Chile w 1955 roku (Pedro Aguirre Cerda). Stacja chilijska została zniszczona podczas erupcji wulkanu w 1969 roku, a jej pozostałości zostały wpisane na listę historycznych miejsc i pomników w Antarktyce (ang. Historic Sites and Monuments in Antarctica) jako HSM 76: Ruins of „Pedro Aguirre Cerda” Station. Współcześnie na wyspie funkcjonują dwie sezonowe stacje badawcze – argentyńska Decepción i hiszpańska Gabriel de Castilla.
W 2005 roku Deception Island została desygnowana jako szczególnie zarządzany obszar Antarktyki (ang. Antarctic Specially Managed Area, ASMA) – ASMA 4: Deception Island. Wyspa jest jednym z najczęściej odwiedzanych miejsc w Antarktyce.

## Nazwa
Według „Gazetteer of the British Antarctic Territory” nazwa wyspy została po raz pierwszy podana przez amerykańskiego kapitana Nathaniela Palmera (1799–1877) w 1820 roku, natomiast Mills (2003) podaje, że nazwa najprawdopodobniej nie była podana przez Palmera. Riffenburgh (2007) stwierdza, że nazwę wyspie nadał Palmer. Według „United States Gazetteer” nazwa jest w użyciu od 1821 roku .
Deception Island (tłum. „Wyspa Zwodnicza”) odzwierciedla zwodniczy charakter wyspy – z daleka wydaje się być regularną wyspą, natomiast w rzeczywistości jest kalderą wulkanu wypełnioną wodami oceanu .

## Geografia

### Położenie i powierzchnia
Deception Island leży na południowo-zachodnim krańcu archipelagu Szetlandów Południowych na Oceanie Południowym w Antarktyce , na południe od Wyspy Livingstona  i na północny wschód od Półwyspu Antarktycznego .
Wyspa zajmuje 98,5 km², a jej średnica wynosi ok. 15 km.

### Rzeźba terenu
Wyspa ma kształt przerwanego pierścienia  (podkowy) – jest kalderą wulkanu (8,5 × 10 km) wypełnioną wodą . Wąskie wejście na południowym wschodzie (ok. 500 m szerokości ) – Neptunes Bellows – prowadzi do jej wnętrza, które tworzy naturalny port   – Port Foster. W 2002 roku Port Foster został desygnowany jako szczególnie chroniony obszar Antarktyki (ang. Antarctic Specially Protected Area, ASPA) – ASPA 145: Port Foster, Deception Island, South Shetland Islands  . Wewnątrz kaldery znajdują się mniejsze zatoki: Whalers Bay (nazwana tak przez francuskiego badacza Jeana-Baptiste’a Charcota (1867–1936) ze względu na aktywność wielorybników w tym obszarze na początku XX wieku ), Telefon Bay  i Fumarole Bay . Najwyższym wzniesieniem jest Mount Pond (539 m n.p.m.).

### Geologia
Wyspa jest czynnym wulkanem, zbudowanym przede wszystkim z bazaltu, trachybazaltu, trachyandezytu i trachitu . Wznosi się na ok. 1,5 km ponad dno morskie, a jego średnica u podstawy to ok. 30 km . Jego potężna eksplozja ok. 10 tys. lat temu spowodowała utworzenie kaldery. Na obszarze wyspy występują liczne szczeliny, których aktywność obserwowano przez ponad 200 lat . Brzegi Port Foster usiane są maarami, a największym z nich jest Whalers Bay przy wejściu do kaldery (1 km szerokości) .
Deception Island jest drugim po Mount Erebus najbardziej aktywnym wulkanem w Antarktyce. Na podstawie badań osadów popiołów wulkanicznych na Półwyspie Antarktycznym i okolicznych wyspach potwierdzono erupcje na przestrzeni 8,7 tys. lat . Wulkan był niezwykle aktywny w XVIII i XIX wieku. W XX w. erupcje miały miejsce latach 1906–1910 i 1967–1970. Erupcja z 1967 roku była szczególnie silna – zniszczeniu uległy dwie stacje badawcze na wyspie brytyjska i chilijska, a także pozostałości stacji wielorybniczej, w tym największy w Antarktyce cmentarz. Ostatni wybuch wulkanu miał miejsce w 1970 roku . W latach 1992, 1999 i 2014–2015 odnotowano aktywność wulkaniczną i kolejna erupcja jest bardzo prawdopodobna .

### Hydrosfera
Ponad 57% powierzchni wyspy zajmuje pokrywa lodowa. Okresowe strumienie spływają zarówno do Port Foster, jak i do oceanu opływającego wyspę.
Na wyspie znajduje się jedyna w Antarktyce laguna geotermalna – Kroner Lake. W 2002 roku Kroner Lake wraz z innymi obszarami wyspy został desygnowany jako szczególnie chroniony obszar Antarktyki (ang. Antarctic Specially Protected Area, ASPA) – ASPA 140: Parts of Deception Island, South Shetland Islands . W 2015 roku w wodach laguny odnotowano występowanie niespotykanego dotychczas w Antarktyce gatunku skoczogonków – Ceratophysella succinea.

### Klimat
Wyspa leży w strefie klimatu polarnego. Średnia roczna temperatura powietrza wynosi –3 °C. Najwyższa zanotowana temperatura powietrza to +11 °C, a najniższa – –28 °C. Średnia roczna ilość opadów to 500 mm. Wiatry wieją przeważnie z północnego wschodu i zachodu.

### Flora i fauna

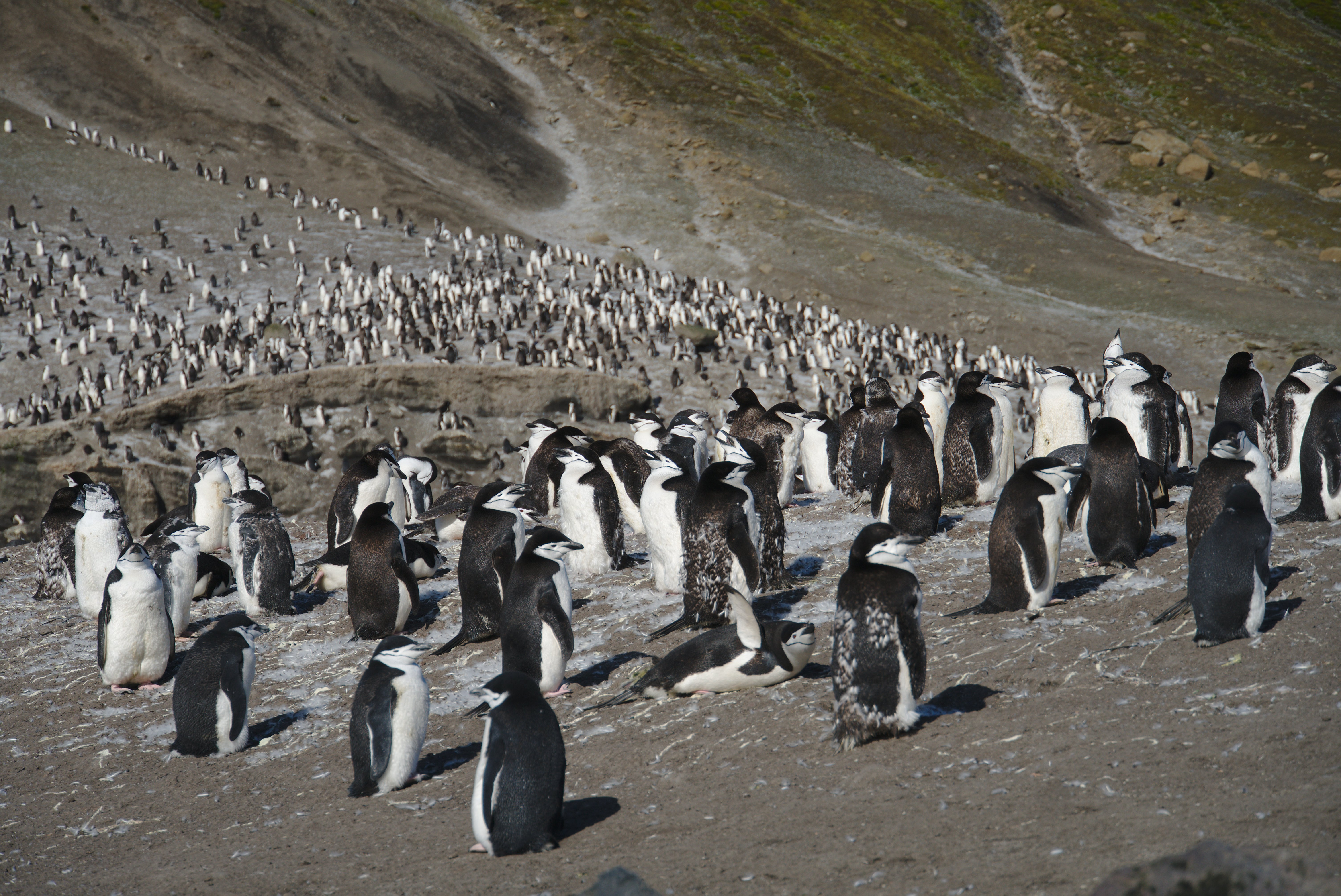
Kolonia pingwinów maskowych na Baily Head, Deception Island (2019)

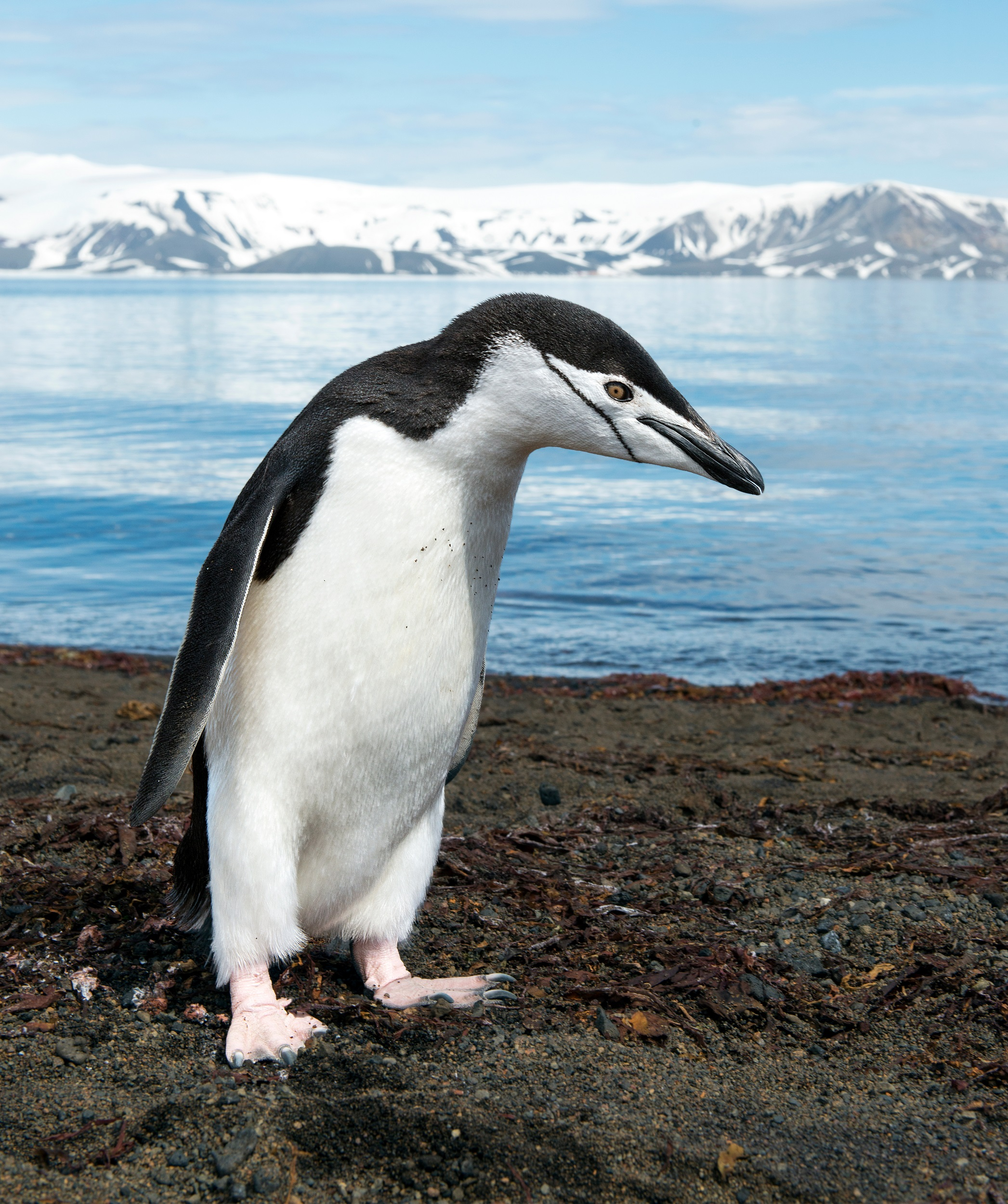
Pingwin maskowy, Deception Island (2013)

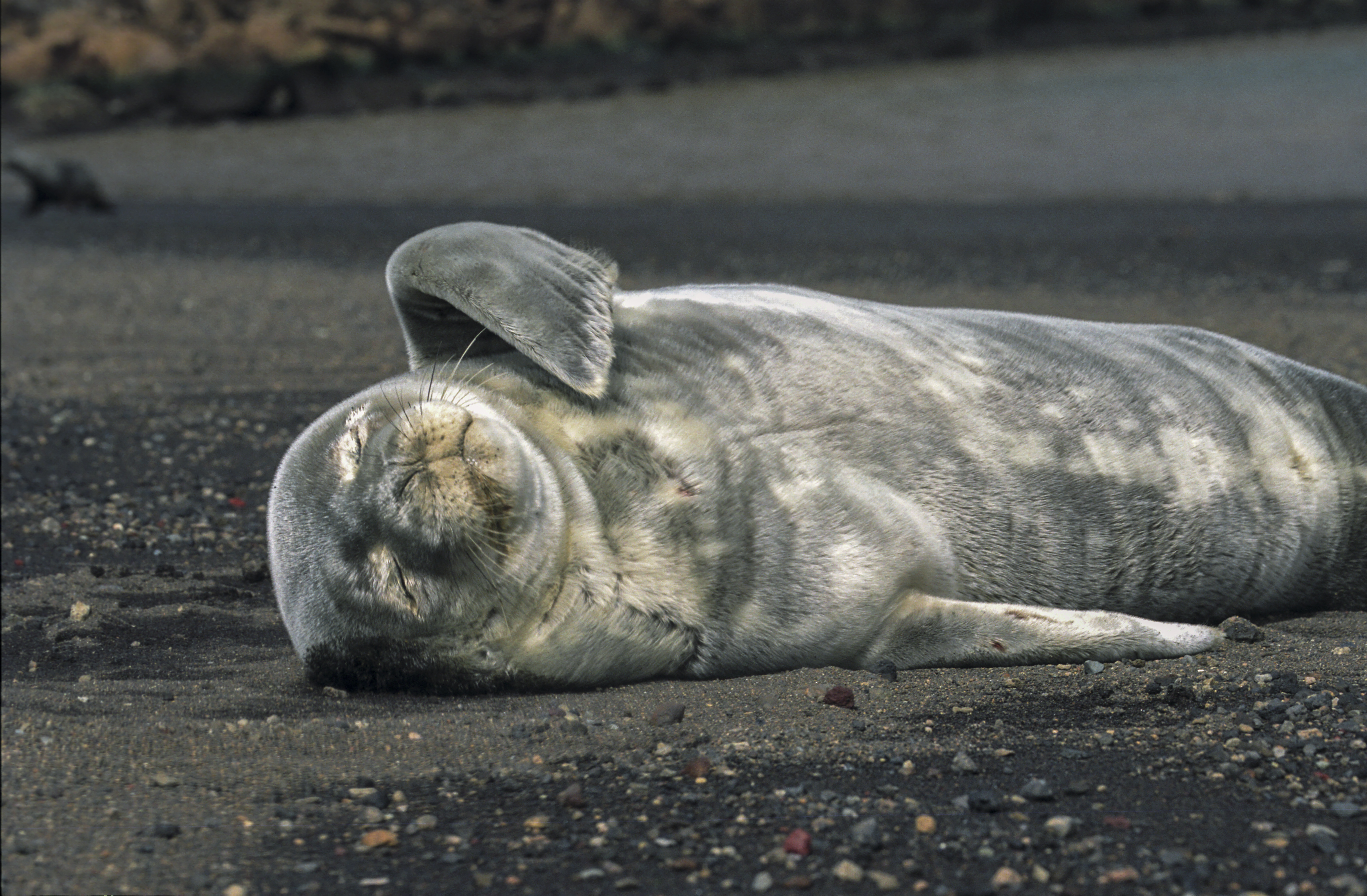
Młoda foka Weddella, Deception Island (2000)

Szata roślinna wyspy jest uboga, lecz unikalna. Odnotowano tu występowanie niespotykanych nigdzie indziej w Antarktyce 18 gatunków mchów i porostów, z czego dwa to endemity – Schistidium leptoneurum i Schistidium deceptionense. Znaleziono nawet grzyba Peziza domiciliana. Szczególnie unikalne są gatunki spotykane na obszarach aktywnych geotermalnie. Na wyspie występuje największe w Antarktyce stanowisko kolobanta antarktycznego, zajmujące w 2022 roku powierzchnię ok. 2 ha.
W wodach bentalnych Portu Foster występują wstężnice Lineus sp i Parborlasia corrugata, równonóg Serolis kempi, małż Yoldia eightsii, jeżowce Abatus agassizii i Sterechinus neumayeri, rozgwiazdy Lysasterias perrieri i Odontaster validus, wężowidło Ophionotus victoriae i strzykwa Ypsilothuria sp . Odnowienie się bentosu po erupcji wulkanu w 1967 roku jest przedmiotem długofalowego programu badań naukowych .
Na wyspie odnotowano występowanie 18 gatunków roztoczy, 14 skoczogonków, 14 nicieni, 5 wrotek, 3 niesporczaków, 3 skorupiaków, 1 muchówek i 1 brzuchorzęsek .
Na wyspie gniazduje 9 gatunków ptaków: pingwiny maskowe, wydrzyki brunatne i antarktyczne, mewy południowe, warcabniki, oceanniki żółtopłetwe, rybitwy antarktyczne, kormorany antarktyczne i pochwodzioby żółtodziobe .
Na przylądku Baily Head na wschodzie wyspy żyje jedna z największych kolonii pingwinów maskowych na świecie, której liczebność w sezonie 2011/2012 szacowano na 50 tys. par . Obszar ten jest ostoją ptaków IBA .
Ostoją ptaków IBA jest również obszar Vapour Col w południowo-zachodniej części wyspy, zamieszkany przez duże kolonie ptaków morskich, przede wszystkim pingwina maskowego .
Na plażach wyspy spotkać można kotiki antarktyczne, weddelki arktyczne (foki Weddella), krabojady focze, mirungi południowe (slonie morskie) i amfitryty lamparcie (lamparty morskie) . W wodach Port Foster pojawiają się długopłetwce oceaniczne (humbaki) .

## Historia

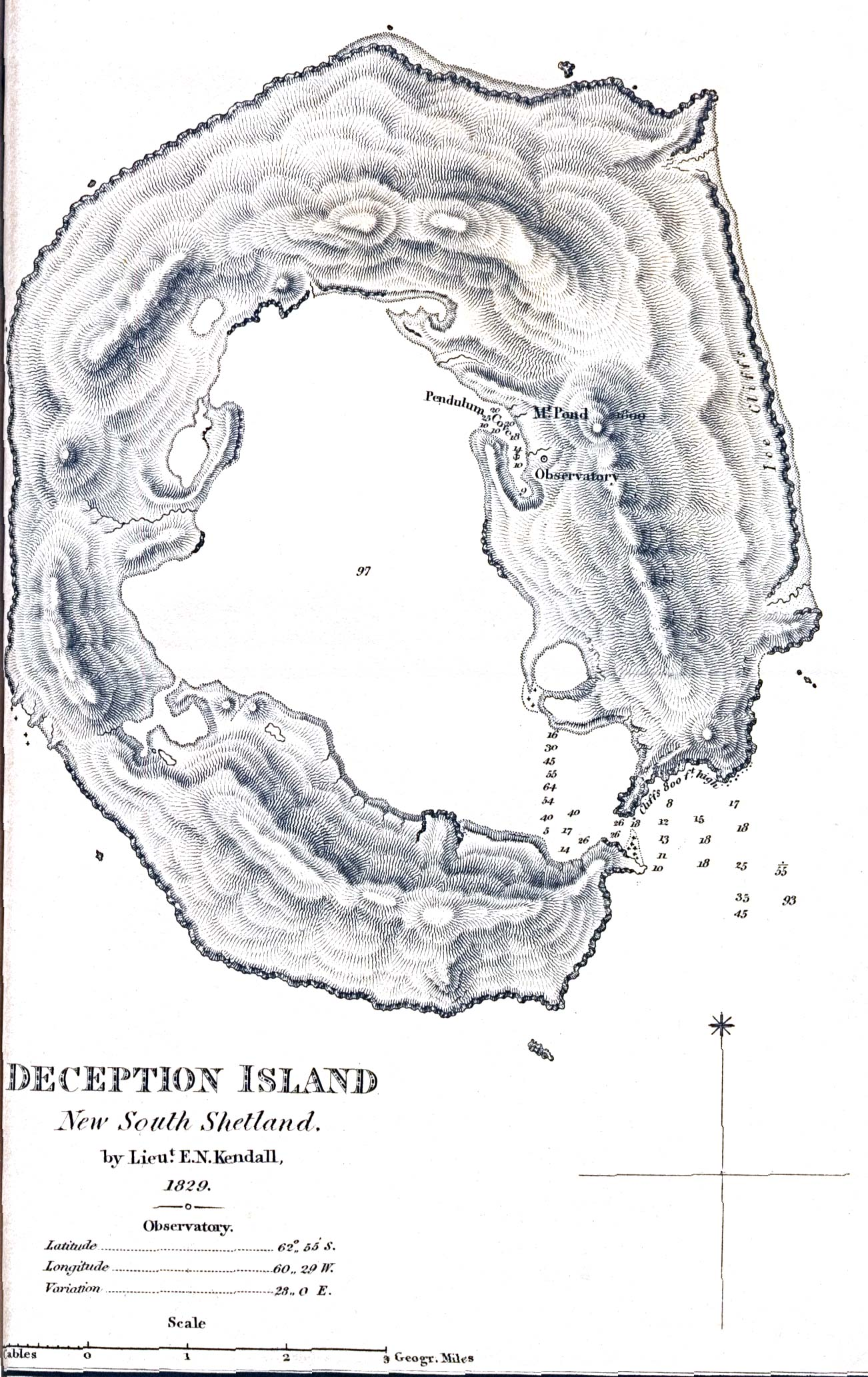
Mapa Deception Island sporządzona przez Kendalla w 1829 roku, opublikowana w Journal of the Royal Geographic Society

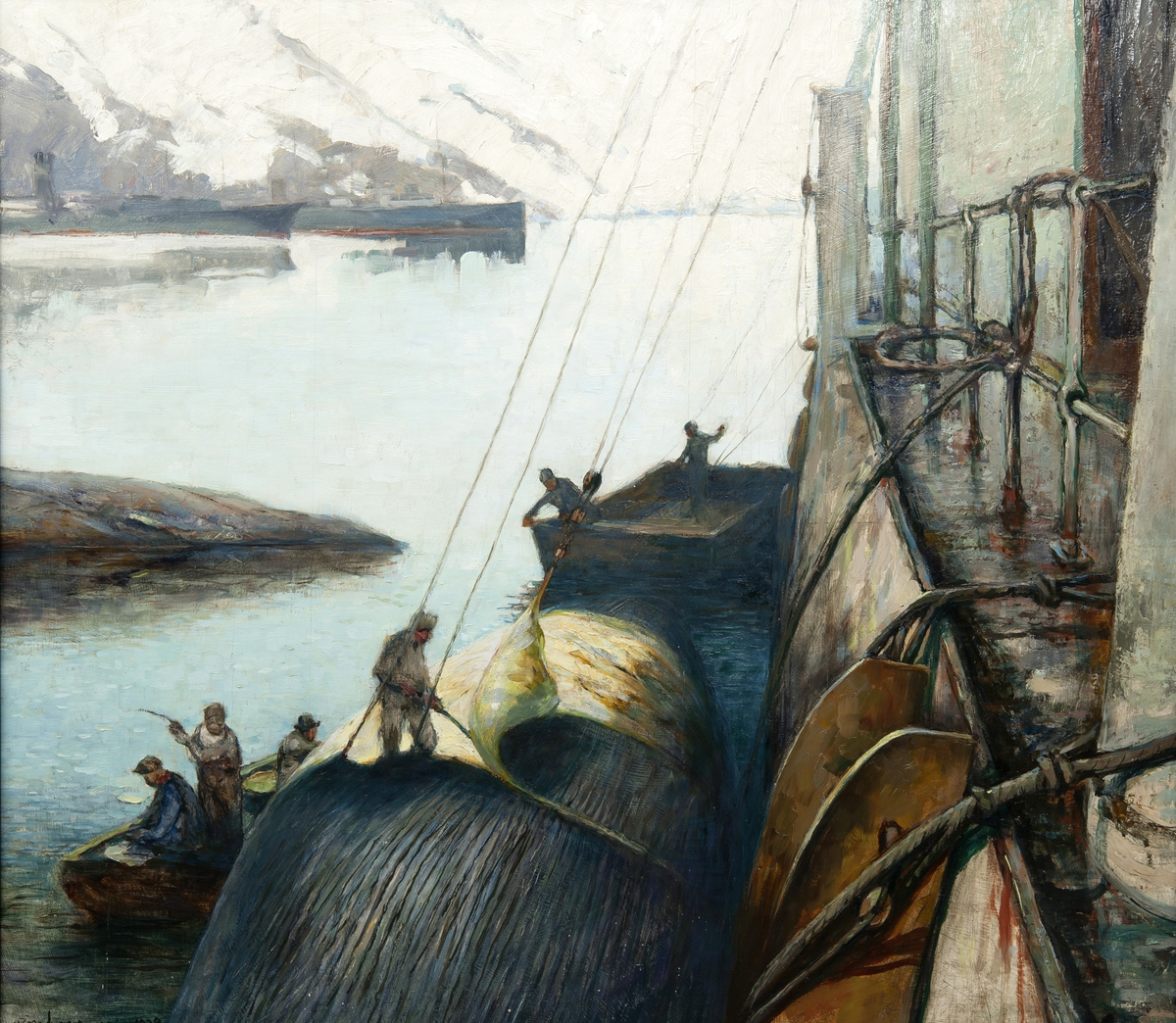
Rozbieranie tuszy płetwala błękitnego w Whalers Bay – Flensing av blåhval i Whalers Bay, Deception Island (1926–1928), Carl Dørnberger (1864–1940), Muzeum Wielorybnictwa w Sandefjordzie

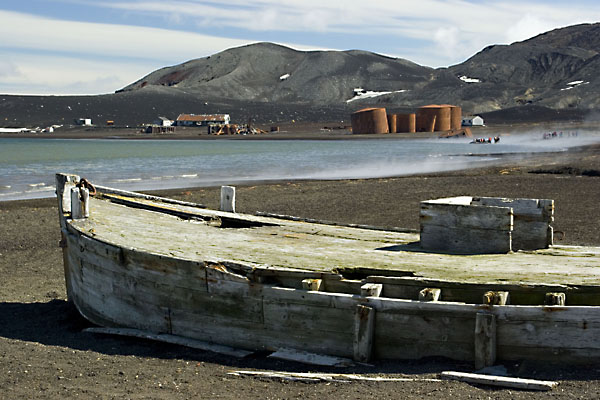
Pozostałości stacji wielorybniczej

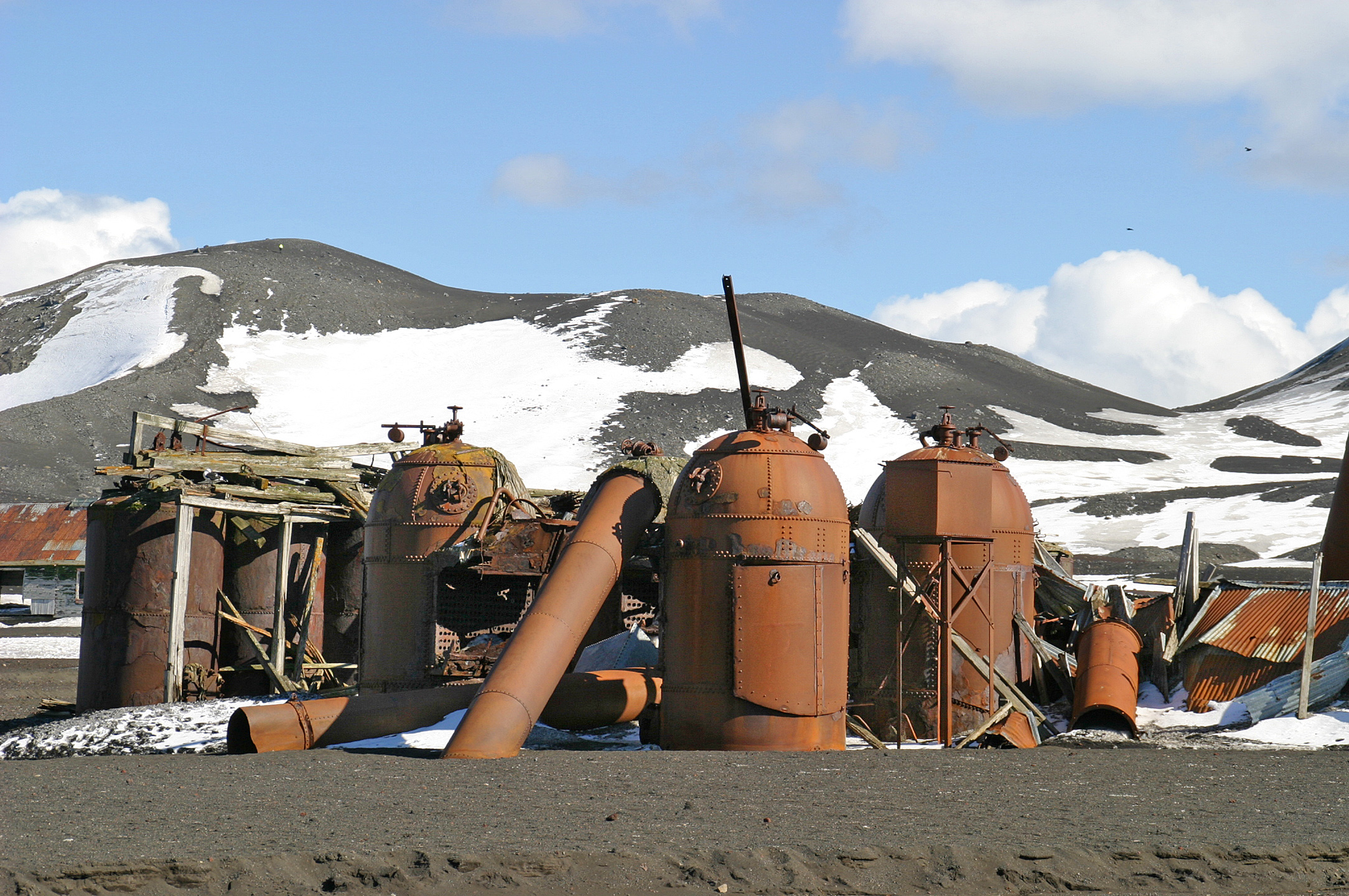
Pozostałości stacji wielorybniczej – kotły grzewcze

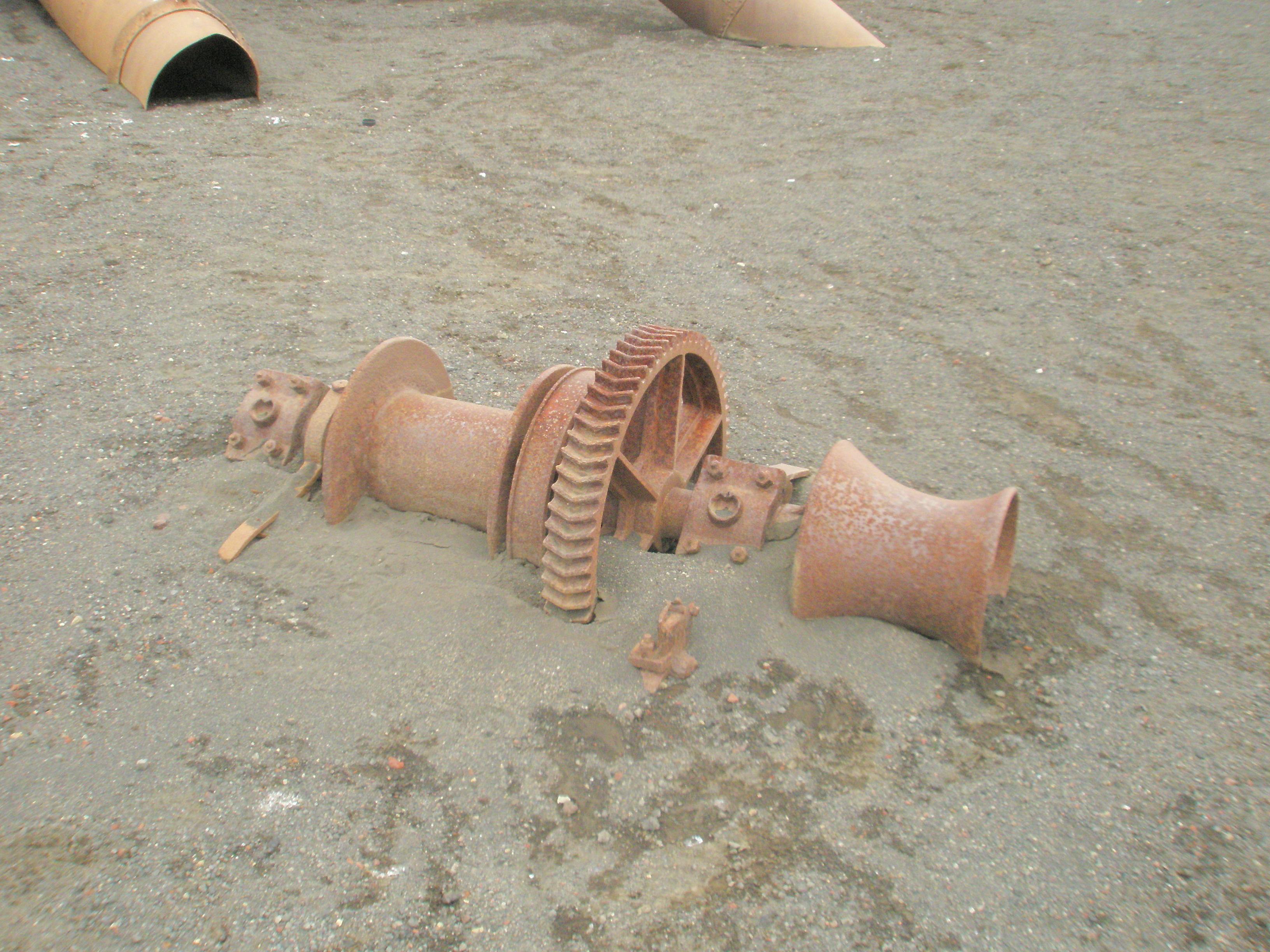
Pozostałości stacji wielorybniczej – zębatka patentu André Citroëna

Wyspa została po raz pierwszy dostrzeżona w styczniu 1820 roku z pokładu statku „Williams” przez Williama Smitha (1775–1847) i Edwarda Bransfielda (ok. 1785–1852), których wysłał na Szetlandy Południowe dowódca Royal Navy na Pacyfiku William Shirreff (1785–1847) . Bransfield zmapował wschodnie wybrzeże wyspy .
Za odkrywcę wyspy – przynajmniej jej naturalnego portu w kalderze – uznaje się Nathaniela Palmera (1799–1877), który został wysłany w poszukiwaniu fok przez właściciela floty Benjamina Pendletona ze Stonington. Mills (2003) przypuszcza, że Palmera mógł ubiec poławiacz fok z Liverpoolu, kapitan Andrew McFarlane, który polował na foki w tym regionie w latach 1820–1821. W 1820 roku wyspa stała się bazą dla floty łowców fok Pendletona i dla dalszej eksploracji regionu przez Palmera. Całe Południowe Szetlandy szybko stały się celem wypraw amerykańskich i brytyjskich łowców fok . Polowania nie podlegały żadnej regulacji i w ciągu paru lat wybito prawie wszystkie foki, co zmusiło łowców do wycofania się z regionu .
W okresie od 9 stycznia do 8 marca 1829 roku wyspa była badana przez pierwszą naukową ekspedycję w region Antarktyki pod dowództwem kapitana Henry’ego Fostera (1797–1831). Wyprawa przybyła na statku HMS Chanticleer do Pendulum Cove, gdzie przy pomocy wahadła (ang. pendulum, stąd nazwa zatoki) prowadzono badania grawitacji. Lejtnant Edward Nicholas Kendall (1800–1845) przeprowadził badania topograficzne i na ich podstawie zmapował wyspę – sporządził pierwszą dokładną mapę lądu w regionie Antarktyki.
W 1838 roku do wyspy dotarł Jules Dumont d’Urville (1790–1842), w 1842 roku, Robert E. Johnson, wysłany przez Charlesa Wilkesa (1798–1877), by odnaleźć samorejestrujący termometr pozostawiony przez Fostera. Termometr Fostera został odnaleziony później przez Williama H. Smyley’a, który sporządził pierwszy opis wybuchu wulkanu na Deception Island.
Na początku XX wieku, na wyspie działalność rozpoczęli wielorybnicy. W 1906 roku norweski wielorybnik działający w Chile Adolf Amandus Andresen (1872–1940) zakotwiczył w Whalers Bay statek-przetwórnię, do którego rok później dołączyły cztery kolejne jednostki tego typu oraz osiem statków wielorybniczych. W sezonie 1912/1913, który był szczytem wielorybnictwa na wyspie, było to 12 statków-przetwórni i 27 statków wielorybniczych. Odłowiono i przerobiono wówczas 5 tys. wielorybów.
Podczas swojej drugiej wyprawy anatarktycznej w latach 1908–1910 na wyspę przybył francuski badacz Jean-Baptiste Charcot (1867–1936), by uzupełnić zapasy węgla, wody i żywności dla swojej ekspedycji na statku „Pourquoi-Pas?”. Przeprowadził wówczas szczegółowe badania wyspy.
W 1912 roku na brzegu Whalers Bay zaczęła funkcjonować stacja wielorybnicza prowadzona przez Hector Whaling Company. Była to wówczas najdalej na południe wysunięta baza wielorybnicza na świecie. W sezonie letnim pracowało tu ok. 150 osób, produkując ponad 140 tys. baryłek tranu. Po załamaniu się cen tranu na rynku światowym stacja została opuszczona w kwietniu 1931 roku. Do dziś zachowały się pozostałości stacji; zabudowania, wiele elementów sprzętu i maszyn, cmentarz z 35 grobami (największy w Antarktyce) oraz pomnik ku czci 10 wielorybników, którzy zginęli na morzu . W 1995 roku Whalers Bay z pozostałościami stacji został wpisany na listę historycznych miejsc i pomników w Antarktyce (ang. Historic Sites and Monuments in Antarctica) jako HSM 71: Whalers Bay, Deception Island, South Shetland Islands .
W 1928 roku wyspa stała się bazą dla pilotów George’a Huberta Wilkinsa (1888–1958) i Carla Bena Eielsona (1897–1929), którzy zamierzali dokonać pierwszego lotu transantarktycznego. 16 listopada 1928 roku wystartowali z zaimprowizowanego pasa startowego na brzegu Whalers Bay, dokonując pierwszego lotu w Antarktyce. 20 grudnia dokonali przelotu nad Półwyspem Antarktycznym. W 1935 roku na wyspie złożył swój samolot „Polar Star” Lincoln Ellsworth (1880–1951), by następnie przeprowadzić lot transantarktyczny, startując z Dundee Island.
W latach 40. i 50. XX wieku roszczenia terytorialne do regionu Półwyspu Antarktycznego zgłaszały Wielka Brytania, Chile i Argentyna, co było źródłem napięć w regionie. W lutym 1944 roku, w ramach tajnej operacji Tabarin, której celem było zabezpieczenie trwałej obecności Wielkiej Brytanii w Antarktyce, Wielka Brytania założyła na Deception Island jedną ze swoich trzech baz w regionie – Bazę B. Zadaniem załogi Bazy B była obserwacja okolicy, wypatrywanie wrogich jednostek, badania lodu morskiego w Cieśninie Bransfielda oraz badania prądów powietrznych przy zastosowaniu balonów. Baza B funkcjonowała do 1967 roku . W trakcie operacji przeprowadzono m.in. badania geologiczne, topograficzne, biologiczne i glacjologiczne, a także dokonano zmapowania terenu . Zapoczątkowało to działalność Falkland Islands Dependencies Survey, późniejszej British Antarctic Survey .
W 1948 roku Argentyna założyła stację Decepción nad Fumarole Bay, a w 1955 roku Chile zbudowało stację Pedro Aguirre Cerda nad Pendulum Cove. Współcześnie na wyspie funkcjonują dwie sezonowe stacje badawcze – argentyńska Decepción i hiszpańska Gabriel de Castilla. W 2001 roku pozostałości chilijskiej stacji zniszczonej podczas erupcji wulkanu w 1969 roku zostały wpisane na listę historycznych miejsc i pomników w Antarktyce (ang. Historic Sites and Monuments in Antarctica) jako HSM 76: Ruins of „Pedro Aguirre Cerda” Station . Argentyna postawiła również chaty-schroniska nad Telefon Bay, Pendulum Cove i Whalers Bay. Ta ostatnia została wzniesiona pośrodku brytyjskiego pola do gry w piłkę, które służyło za lądowisko. Sprowadzeni z Falklandów brytyjscy policjanci przy wsparciu Royal Marines siłą usunęli dwóch Argentyńczyków.
W latach 1955–1957 Deception Island była bazą operacji Hunting Areo Surveys ekspedycji Falkland Islands Dependencies Aerial Survey.
W 2005 roku Deception Island została desygnowana jako szczególnie zarządzany obszar Antarktyki (ang. Antarctic Specially Managed Area, ASMA) – ASMA 4: Deception Island .

## Stacje badawcze
Na wyspie funkcjonują dwie sezonowe stacje badawcze:
| Państwo         | Zdjęcie | Nazwa stacji                              | Rok otwarcia/Lata działalności | Max populacja | Działalność |
| --------------- | ------- | ----------------------------------------- | ------------------------------ | ------------- | --- |
| Wielka Brytania |         | Baza B                                    | 1944–1967 1968–1969            |               | Prowadzono badania lodu morskiego w Cieśninie Bransfielda oraz badania prądów powietrznych przy zastosowaniu balonów |
| Hiszpania       |         | Gabriel de Castilla                       | 1990                           | 36            | Prowadzone są badania m.in. z zakresu biologii, ekologii, meteorologii, sejsmologii, wulkanologii i geologii         |
| Chile           |         | Pedro Aguirre Cerda (stacja antarktyczna) | 1955–1969                      |               | Prowadzono badania z zakresu wulkanologii i geologii                                                                 |
| Argentyna       |         | Decepción                                 | 1948                           | 30            | Prowadzone są badania z zakresu meteorologii, sejsmologii, wulkanologii i geologii                                   |

## Turystyka

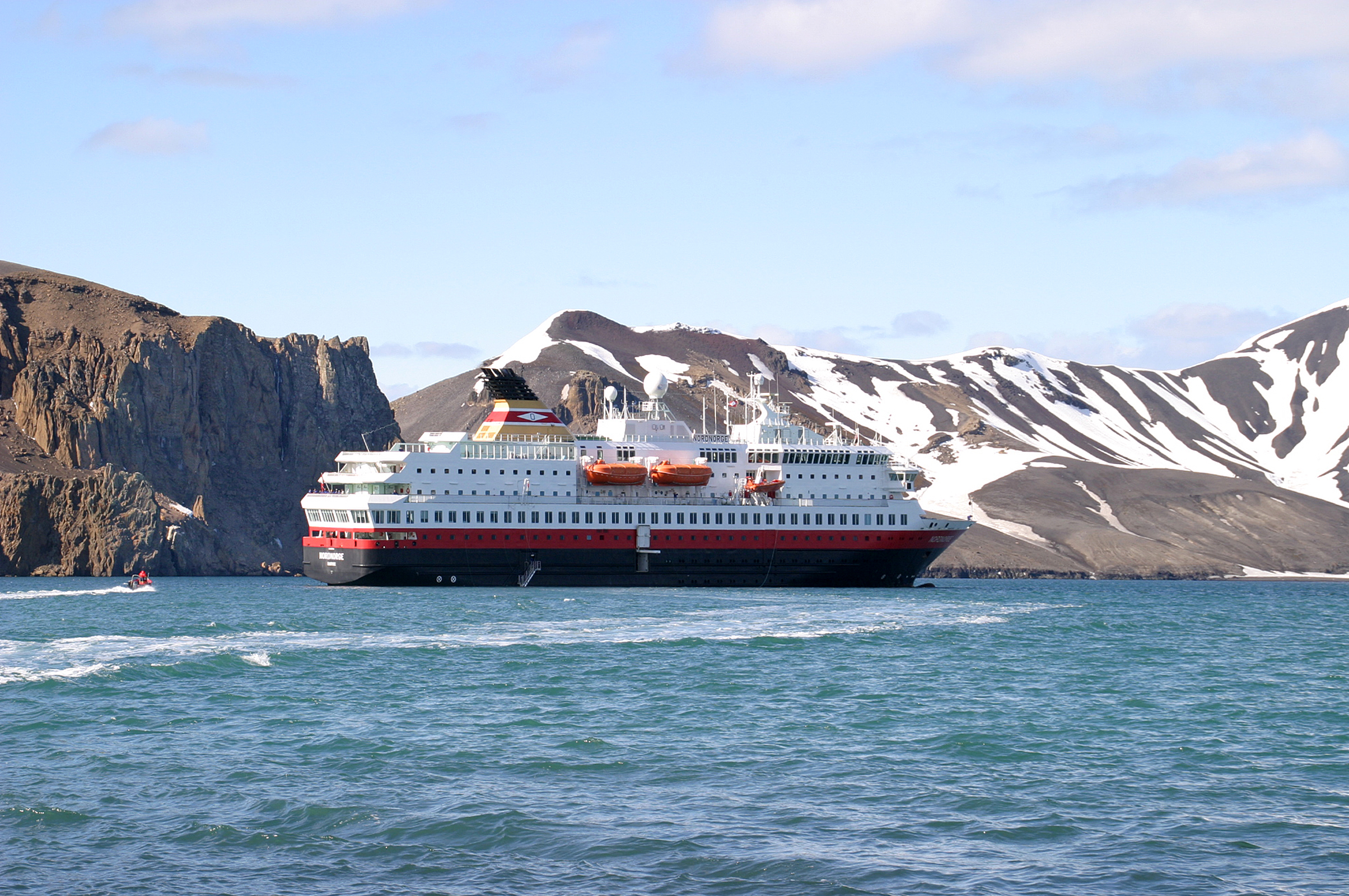
Statek wycieczkowy na wodach kaldery

Deception Island jest jedną z najczęściej odwiedzanych wysp w Antarktyce. Rocznie wyspę odwiedza ok. 20 tys. osób . Turystom oferowana jest kąpiel w gorących wodach kaldery.
Pomimo objęcia wyspy ochroną i desygnowania jej jako szczególnie zarządzany obszar Antarktyki, pojawiły się problemy z obecnością turystów, którzy pozostawiają po sobie graffiti na pozostałościach historycznej stacji wielorybniczej i dawnej brytyjskiej stacji polarnej.